# Кадаре, Бесиана
Бесиана Кадаре (алб. Besiana Kadare; род. 1972, Тирана) — албанский дипломат. Чрезвычайный и полномочный посол. Постоянный представитель Албании при ЮНЕСКО с 2021 года. В прошлом — постоянный представитель Албании при ООН и посол-нерезидент на Кубе (2016—2021), постоянный представитель Албании при ЮНЕСКО (2011—2016).

## Биография
Родилась в 1972 году. Дочь писателей Исмаила (1936—2024) и Хелены Кадаре (род. 1943).
Имеет степень магистра в области современного и сравнительного литературоведения, а также диплом о высшем образовании в области современной специализированной литературы, полученный в Университете Париж IV Сорбонна.
Работала первым секретарем в постоянном представительстве Албании при Организации Объединённых Наций (ООН) в Нью-Йорке. В 2005 году работала в Агентстве США по международному развитию (USAID). В 2008 году работала в посольстве Албании во Франции.
В 2011 году назначена постоянным представителем Албании при Организации Объединённых Наций по вопросам образования, науки и культуры (ЮНЕСКО) в Париже. В 2016 году сменила Ферита Ходжу на должности постоянного представителя Албании при ООН в Нью-Йорке и посла-нерезидента Албании на Кубе. 30 июня вручила верительные грамоты Генеральному секретарю ООН Пан Ги Муну. В 2018 году избрана заместителем председателя объединённого исполнительного совета трёх агентств ООН: Программы развития ООН (ПРООН), Фонда ООН в области народонаселения (ЮНФПА) и Управления ООН по обслуживанию проектов (ЮНОПС). Избрана заместителем председателя на 75-й сессии Генеральной Ассамблеи ООН (2020—2021). В результате перестановки 1 октября 2021 года декретом президента Илира Меты постоянным представителем Албании при ООН назначен Ферит Ходжа, а Бесиана Кадаре назначена вместо него постоянным представителем Албании при ЮНЕСКО в Париже. 10 ноября вручила верительные грамоты генеральному директору ЮНЕСКО Одри Азуле в присутствии министра по делам Европы и иностранных дел Албании Олты Джачки.